# Johan Magnus Lannerstjerna
Johan Magnus Lannerstjerna (* 10. Dezember 1758 in
Älgå; † 15. Januar 1797 in Strömstad) war ein schwedischer Schriftsteller und Librettist.

## Leben
Lannerstjerna trat im Alter von dreizehn Jahren als Page in den Dienst des schwedischen Königs Gustav III. 1777 trat er im Rang eines Kornett in das Skånska dragonregementet ein. 1779 wurde er königlicher Leibwächter (livdrabant). Vermutlich nachdem er sich den Unwillen des Königs durch eine unstandesgemäße Heirat mit einer geschiedenen Frau zugezogen hatte, schied er 1782 aus dem Militärdienst aus.
Durch patriotische Gedichte auf den König und seinen Einsatz auf royalistischer Seite beim Reichstag von 1789, der dem König erhebliche zusätzliche Machtbefugnisse einräumte, gewann Lannerstjerna das Wohlwollen Gustavs III. zurück, der ihn weiterhin finanziell unterstützte. 1776 erschien im Kalender Nornan seine Verskomödie Hvilan. Bekannt wurde er aber vor allem durch seine Arbeiten als Librettist. Sein ehrgeizigstes Werk war die Musikkomödie Äfventyraren eller Resan til Månans (Abenteuerer oder: Die Reise zum Mond, 1791), an deren Komposition sich neun Stockholmer Komponisten beteiligten, unter ihnen auch Joseph Martin Kraus.
Neben weiteren Libretti verfasste Lannerstjerna ein Dutzend Theaterstücke, die meist Übersetzungen oder Bearbeitungen französischer Vorbilder, oft mit eingelegten Couplets, waren. Erfolgreich war Cararvanen, eine Übersetzung von Étienne Morel de Chédevilles Stück, die anlässlich der Thronbesteigung Gustavs IV. mit Musik von André-Ernest-Modeste Grétry an der Stockholmer Oper aufgeführt wurde. Mit Adolf och Lotta schrieb er in den 1790er Jahren ein bürgerliches Drama im Stil Kotzebues.
Seit dem Tod Gustavs III. lebte Lannerstjerna mit seiner Frau ständig in Strömstad. Er gab dort die erste Zeitung der Stadt heraus, die er selbst von Hand schrieb und illustrierte. Niederschlag fand dies in einer Erzählung der aus Strömstad stammenden Schriftstellerin Emilie Flygare-Carlén.